# 圣老楞佐广场 (塞维利亚)
圣老楞佐广场（西班牙語：Plaza de San Lorenzo）是西班牙安达卢西亚自治区塞维利亚老城区（Distrito Casco Antiguo）圣老楞佐社区（barrio de San Lorenzo）的一个广场。以下街道汇聚于此：巴拉哈斯伯爵街（Calle Conde de Barajas）、斯皮诺拉枢机街（Calle Cardenal Spínola）、马丁内斯·蒙塔涅斯街（Calle Martínez Montañés）、斯拉夫街（Calle Eslava）和赫尔南·科尔特斯街（Calle Hernán Cortés）。
其名字来源于广场上的圣老楞佐堂（建于13世纪）。
广场目前的布局是19世纪后半叶改建的结果。

## 建筑
- 圣老楞佐堂（Iglesia de San Lorenzo），建于13世纪，是塞维利亚城墙内由费尔南多三世建立的25个历史悠久的堂区之一，也是圣老楞佐善会（Hermandad de La Soledad de San Lorenzo）和耶稣甜美之名善会（Hermandad de El Dulce Nombre）的所在地。
- 耶稣圣殿（Basílica del Gran Poder），建于1965年，拥有受人尊敬的耶稣像。
- 胡安·德梅萨纪念碑（Monumento a Juan de Mesa），建于2005年，纪念雕塑家胡安·德梅萨，由塞巴斯蒂安·桑托斯·卡莱罗创作。